# Paula Maxa
Paula Maxa, nome artístico de Marie-Thérèse Beau (7 de dezembro de 1898 – 23 de setembro de 1979), foi uma atriz francesa, conhecida como "a mulher mais assassinada do mundo". Maxa foi a principal estrela do teatro Grand Guignol, onde atuou de 1917 à 1933. Segundo consta, Maxa foi assassinada em cena mais de dez mil vezes, de sessenta formas diferentes; foi estuprada três mil vezes sob várias circunstâncias; gritou "socorro" 983 vezes, "assassino" 1.263 vezes, "estupro" 1.804 vezes.
Em 2018, Maxa foi interpretada pela atriz francesa Anna Mouglalis no filme "A Mulher Mais Assassinada do Mundo", vagamente inspirado em sua vida e lançado pela Netflix.

## Biografia
Maxa estreou no teatro Grand Guignol em 1917, e logo se tornou conhecida como “a Sarah Bernhardt da impasse Chaptal” ou “A Dama do Père-Lachaise”. Durante sua carreira no Grand Guignol, Maxa se tornou “a mulher mais assassinada do mundo”, sendo submetida a uma extensa lista de torturas.